# Kościół w Ahlbecku (Heringsdorf)
Kościół w Ahlbecku (niem. Ahlbecker Kirche) – protestancka świątynia w niemieckiej gminie Heringsdorf, w dzielnicy Ahlbeck. Siedziba parafii Ahlbeck-Zirchow.

## Historia
Inicjatorem budowy kościoła był Johann Koch. Ten w 1865 roku założył komitet budowy kościoła i od tego czasu zbierał datki na jego budowę. Zmarł kilka tygodni przed położeniem kamienia węgielnego w czerwcu 1894 roku. Ukończoną budowlę oddano do użytku w 1895 roku.

## Architektura
Świątynia neogotycka, jednonawowa, wzniesiona na planie krzyża. Dostawiona do nawy od zachodu wieża kościelna jest przykryta ośmiospadzistym dachem namiotowym, z którego brzegów, w dolnej części, wystają cztery, mniejsze wieżyczki. 

### Wnętrze
Sklepienie nawy jest drewniane, a absydy – ceglane, żebrowe oraz częściowo okryte białym tynkiem, którym pokryte są również ściany kościoła. Nawa jest z trzech stron otoczona emporami. Na jednej z nich znajdują się organy z 1895 roku, wzniesione przez Barnima Grüneberga ze Szczecina. W absydzie znajdują się trzy secesyjne witraże. Ze sklepienia nawy zwisają dwa żyrandole ufundowane przez miejscowych rybaków.

## Galeria

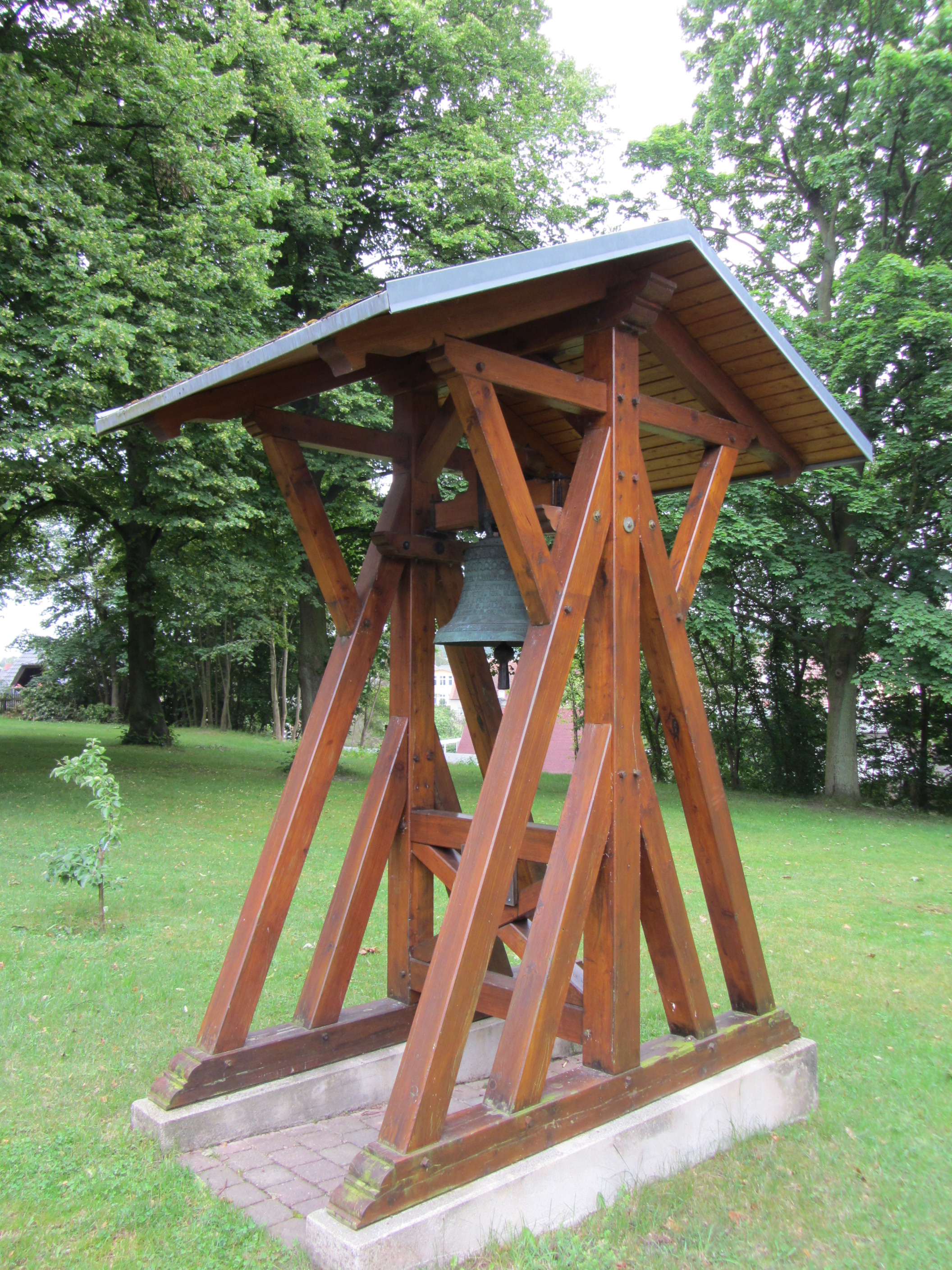
Przykościelna dzwonnica
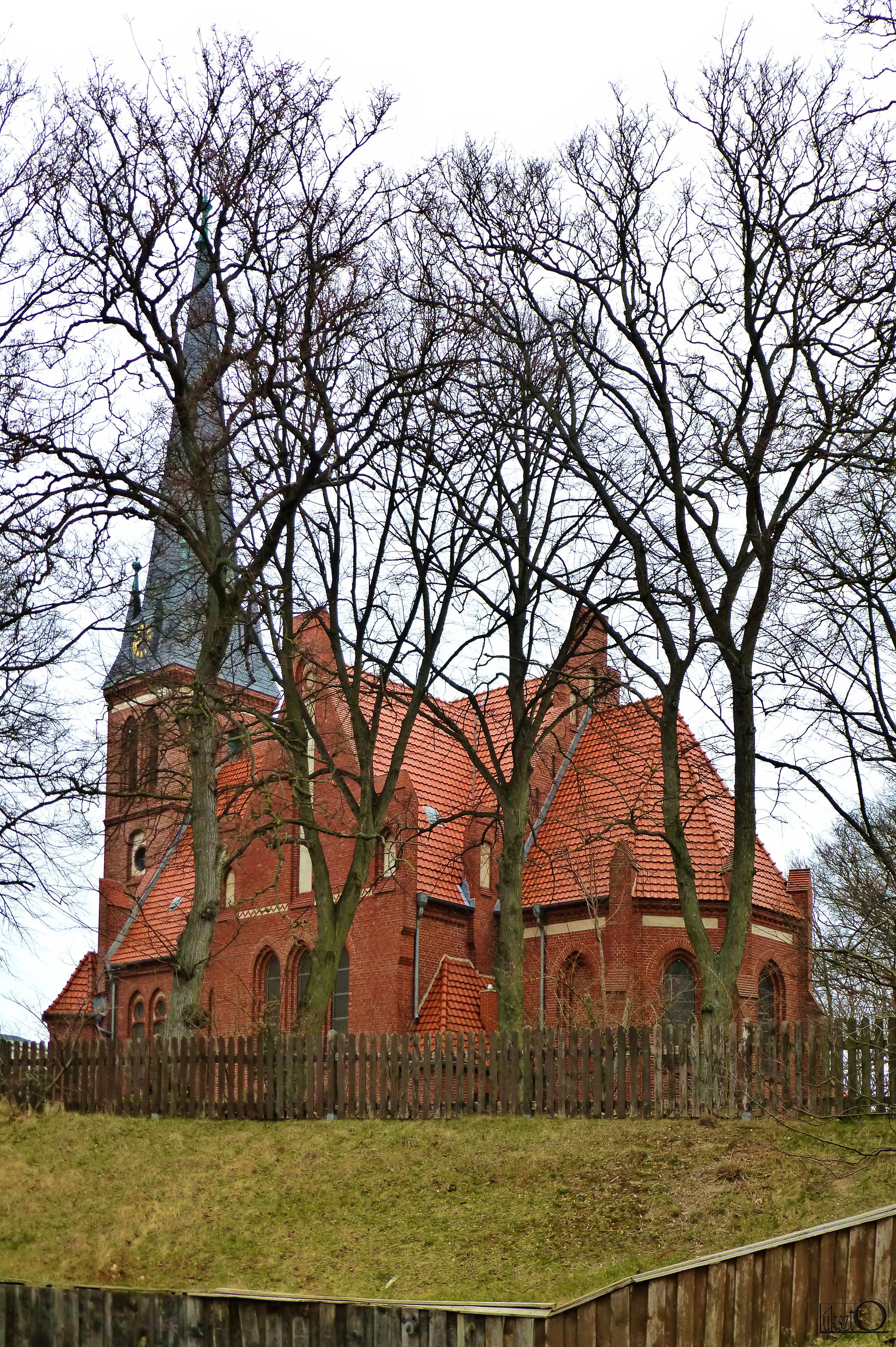
Widok z południa
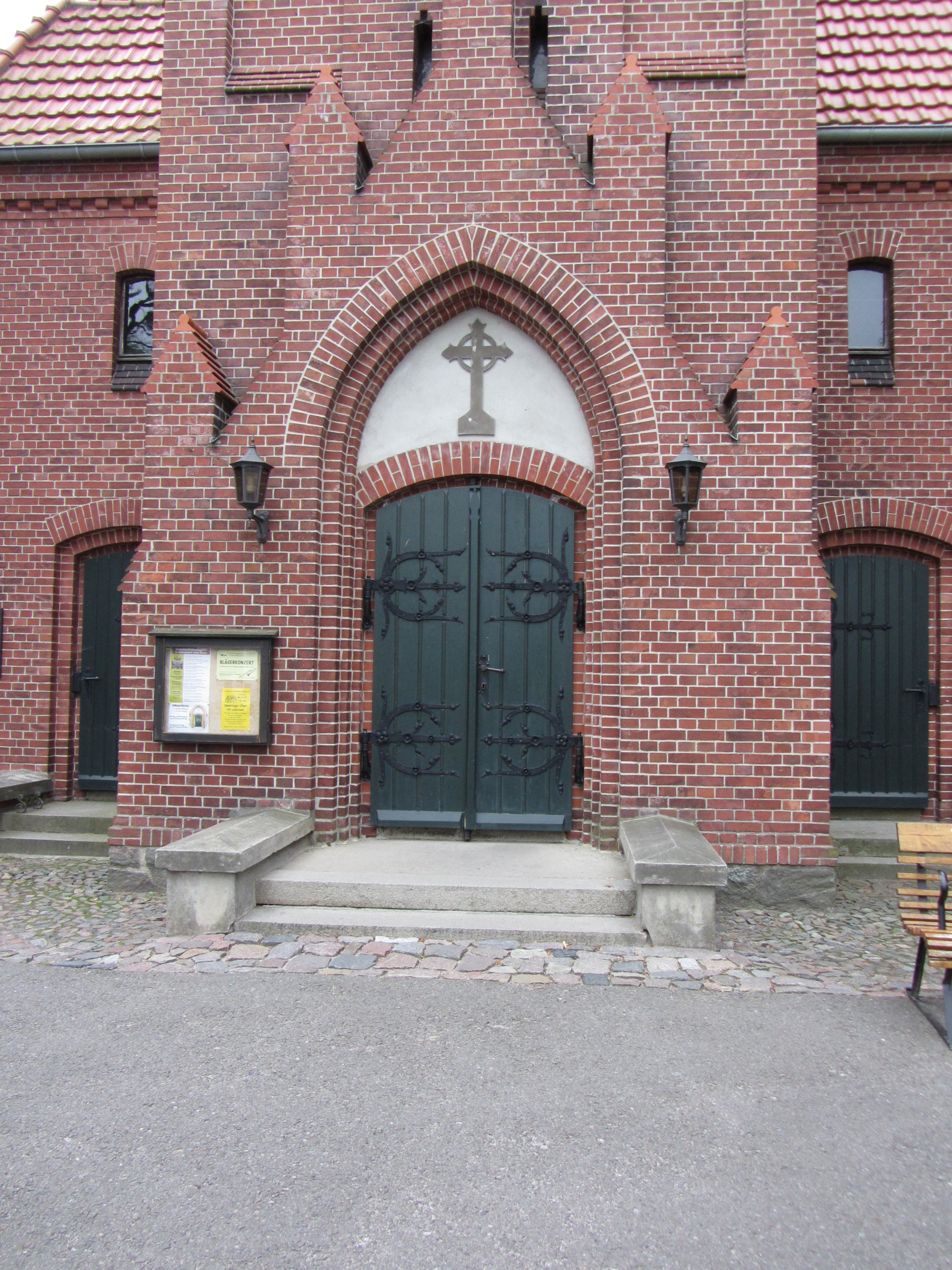
Wejście główne
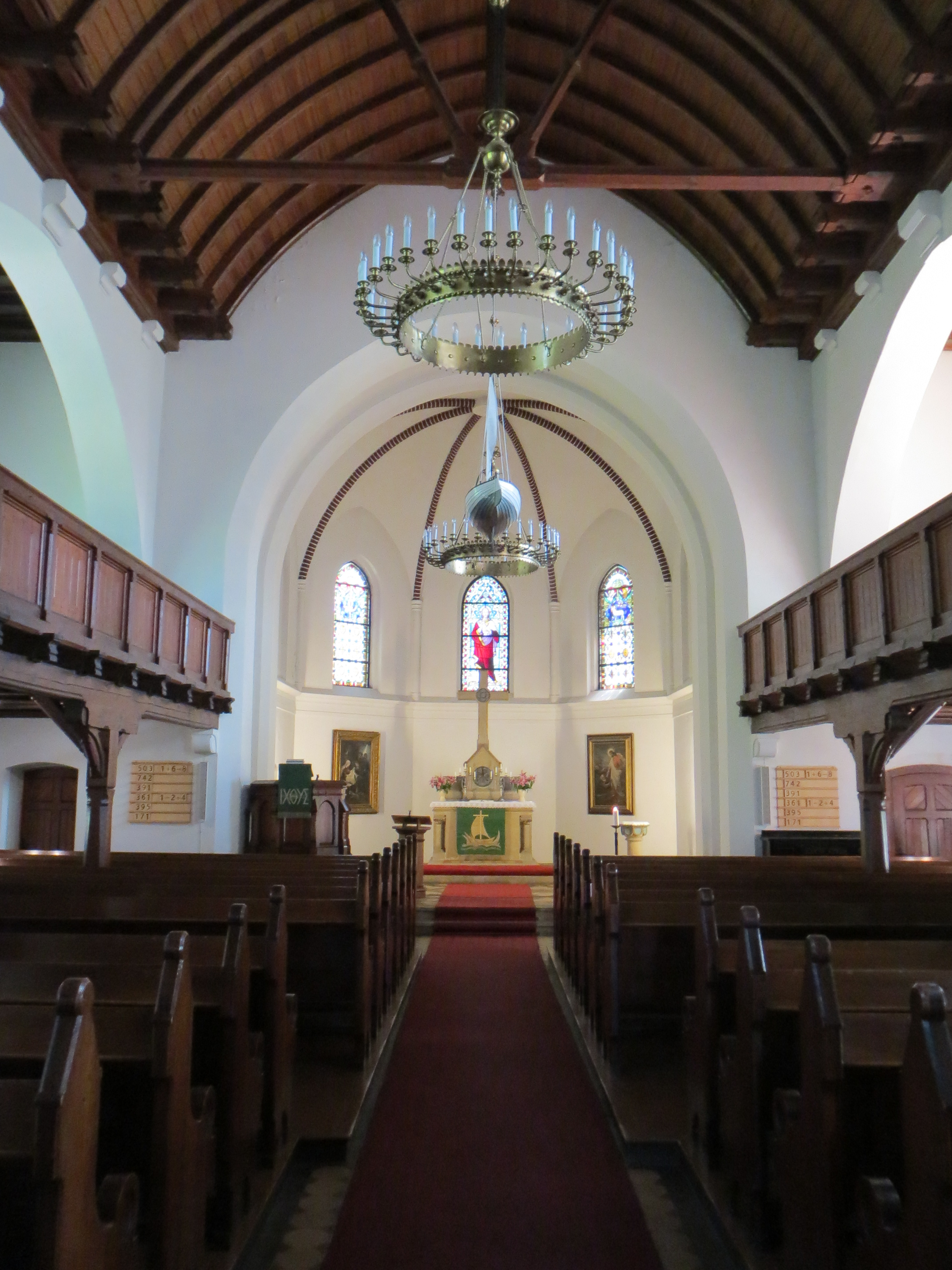
Wnętrze
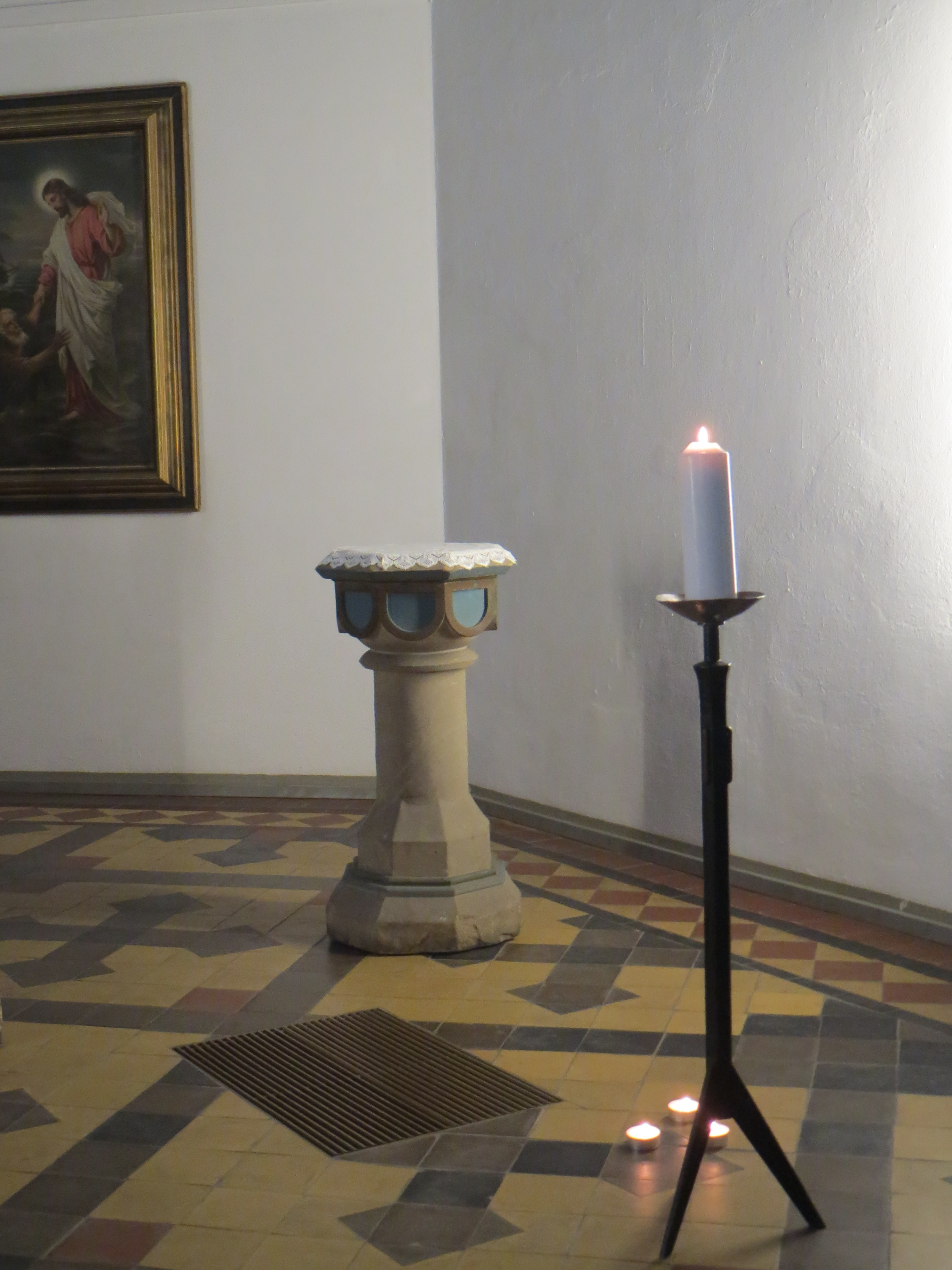
Chrzcielnica
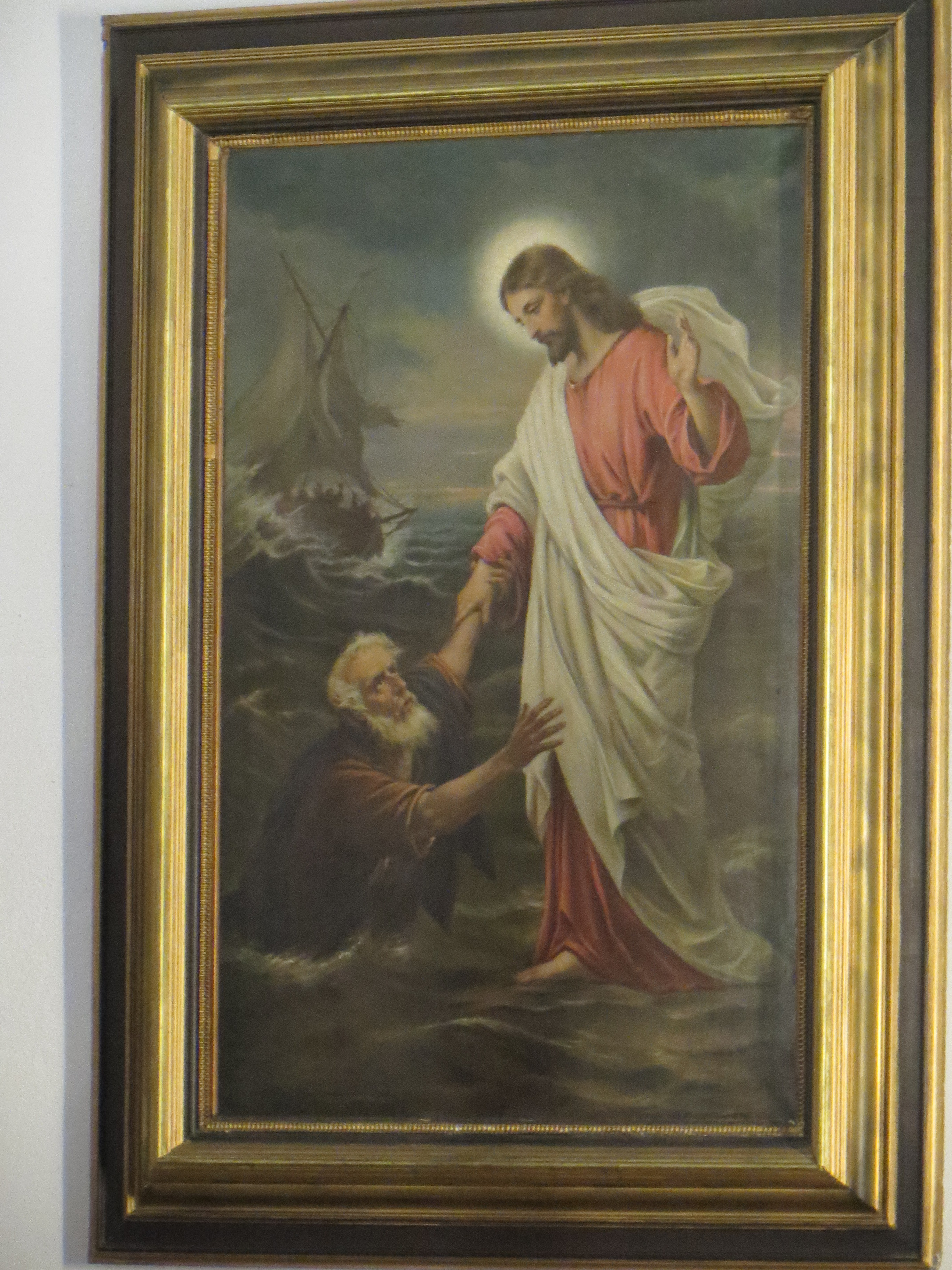
Obraz przedstawiający Jezusa Chrystusa ze św. Piotrem